# Concessione edilizia
Una concessione edilizia è un permesso concesso da un ente governativo onde costruire opere edificatorie.